# La Unión Nacional
La Unión Nacional fou un diari editat a Pontevedra entre 1900 i 1901. Subtitulat Diario de Pontevedra, aparegué el 2 d'abril de 1900. Dirigit per Juan Manuel Rodríguez de Cea. Portaveu del moviment republicà de Pontevedra, el seu administrador era Joaquín Poza Cobas. El seu redactor fou Severino Pérez Vázquez i entre els seus col·laboradors figurà Adolfo Lahorra. Cessà la seva publicació poc abans de març de 1901.